# Sonequa Martin-Green
Sonequa Martin-Green (Russellville (Alabama), 21 maart 1985), geboren als Sonequa Martin, is een Amerikaanse actrice.

## Biografie
Martin-Green heeft gestudeerd aan de University of Alabama in Tuscaloosa waar zij in 2007 haar diploma haalde in theaterwetenschap en dans.
Martin-Green is in 2010 getrouwd met acteur Kenric Green, met wie zij een kind heeft.

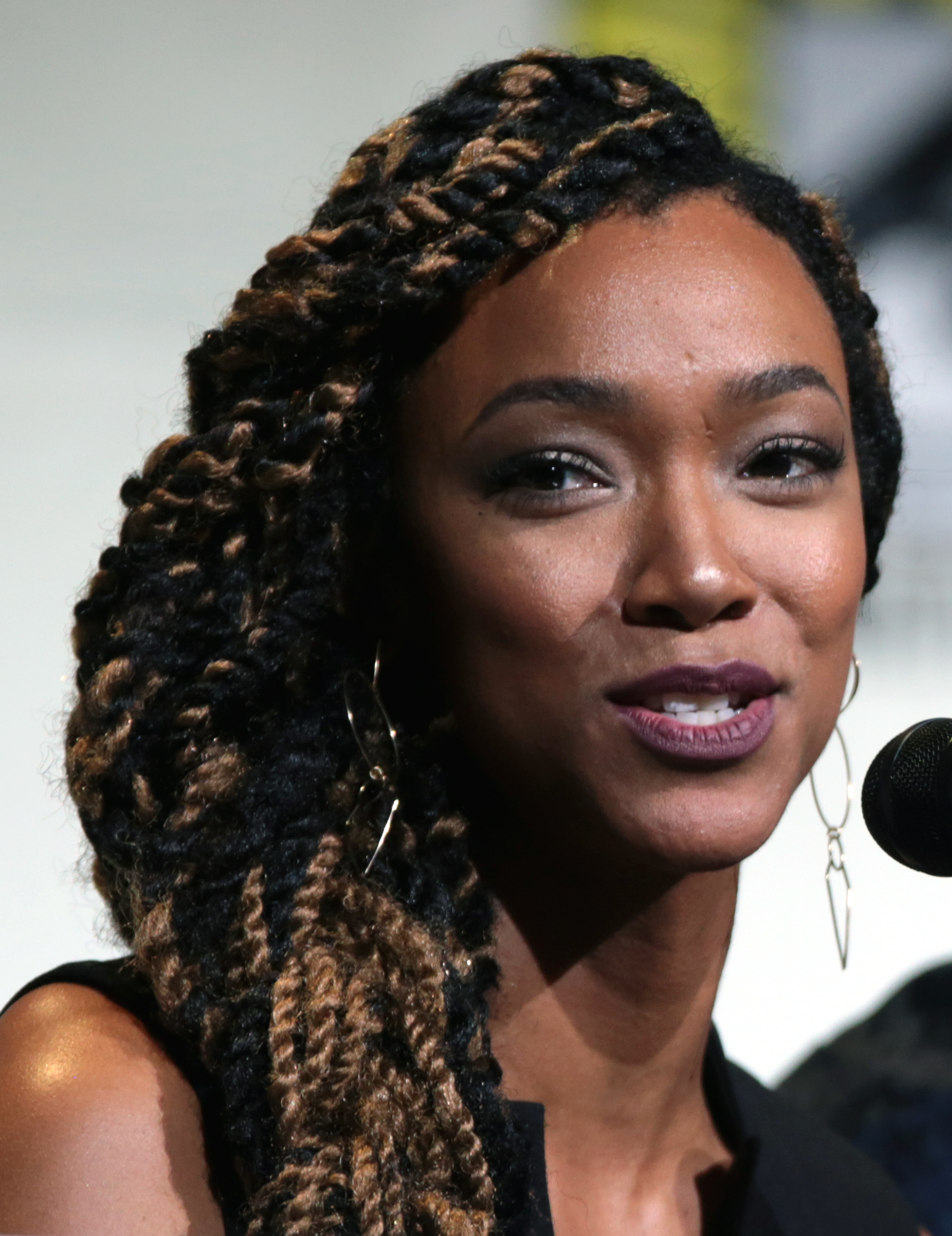
Sonequa Martin-Green in 2016 op
San Diego Comic-Con International

## Filmografie

### Films
Uitgezonderd korte films.
- 2021 Space Jam: A New Legacy - als Kamiyah James
- 2020 The Outside Story - als Isha
- 2019 Holliday Rush - als Roxy
- 2014 Shockwave Darkside – als soldate Lang
- 2011 Yelling to the Sky – als Jojo Parker
- 2011 Da Brick – als Rachel
- 2009 Rivers Wash Over Me - als Shawna King
- 2009 Toe to Toe – als Tosha
- 2008 Blind Thoughts – als Jenna Lopez
- 2005 Not Quite Right – als Coco Delight

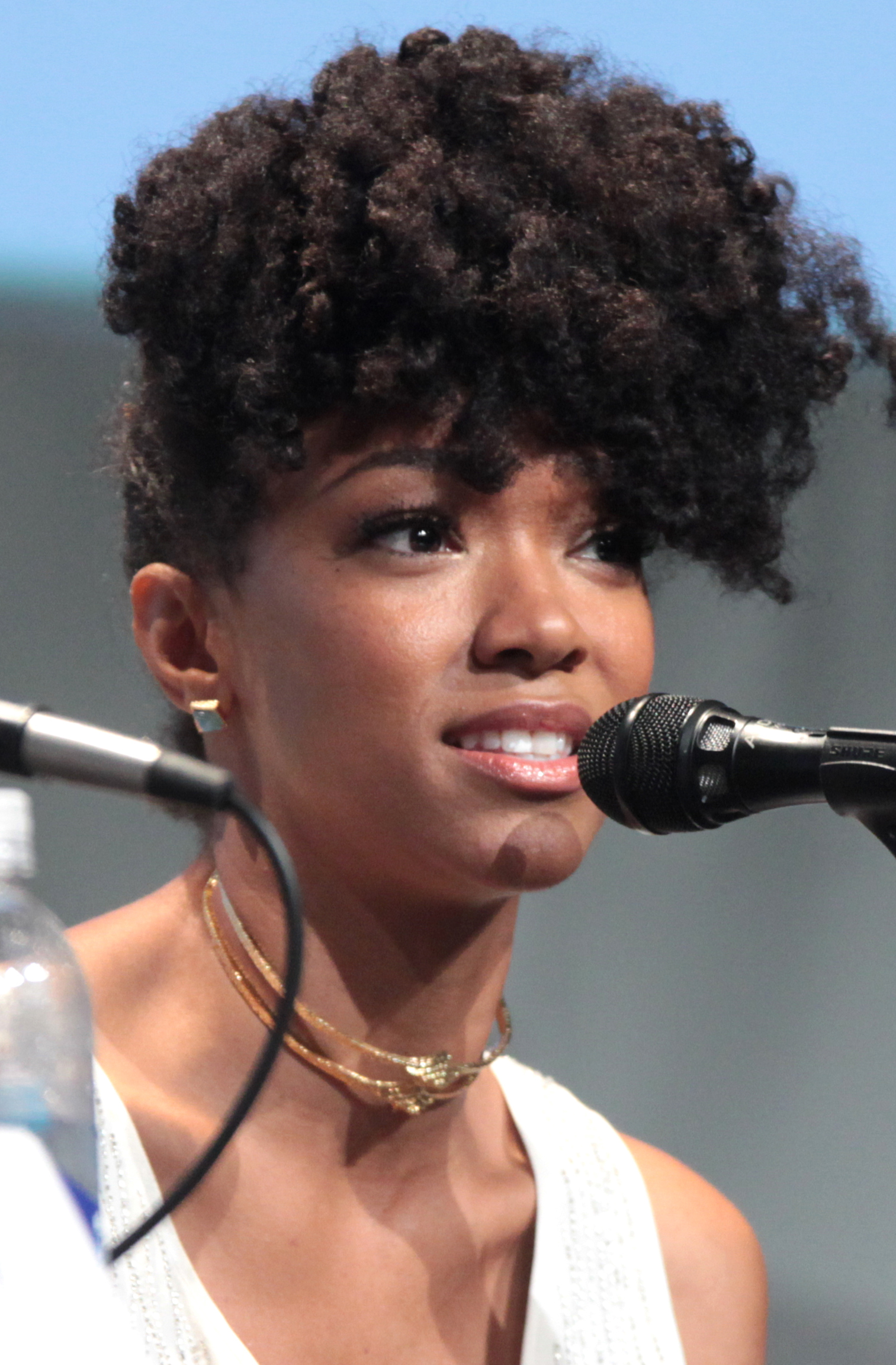
Sonequa Martin-Green in 2015

### Televisieseries
Uitgezonderd eenmalige gastrollen.
- 2017-2023 Star Trek: Discovery – als Michael Burnham - 56 afl.
- 2020-2022 Star Trek Logs - als Michael Burnham (stem) - 7 afl.
- 2012-2018 The Walking Dead – als Sasha – 70 afl.
- 2017 Penn Zero: Part-Time Hero - als piraat Maria - 3 afl.
- 2016-2017 New Girl - als Rhonda - 2 afl.
- 2013 Once Upon a Time – als Tamara – 7 afl.
- 2012 NYC 22 – als Michelle Terry - 5 afl.
- 2009-2011 The Good Wife – als Courtney Wells – 8 afl.
- 2009 Army Wives – als Kanessa Jones – 3 afl.

- Biblioteca Nacional de España: XX5647967
- Bibliothèque nationale de France: cb177906972 (data)
- Gemeinsame Normdatei: 1189851709
- International Standard Name Identifier: 0000 0000 8757 6299
- Library of Congress Control Number: no2010138600
- Virtual International Authority File: 127093485
- WorldCat: E39PBJrcgrFrmx6m8PyFVHTPwC